# 조완
풍공왕 조완(豊恭王 曹琬, ? ~ ?)은 조위의 제후왕으로, 번안공의 아들이다.

## 생애
황초 3년(222년), 중도공(中都公)에 봉해져 삼촌 풍민왕의 양자가 되었고, 같은해에 장자공(長子公)으로 전봉되었다.
가평 6년(254년), 풍왕에 봉해졌다. 정원·경원 연간에 봉읍이 더해져 2,700호에 이르렀다.
시호를 공(恭)이라 하였고, 아들 조렴이 작위를 이었다.

## 출전
- 진수, 《삼국지》 권20 위서 무문세왕공전

| 전임 (사실상) 삼촌 풍민왕 조앙 | 조위의 풍왕 254년 ~ ? | 후임 아들 조렴 |